# USS Bismarck Sea
«Бисмарк Си» (CVE-95) (англ. USS Bismarck Sea) — американский эскортный авианосец типа «Касабланка», сороковой из пятидесяти авианосцев этого типа, затонул в битве за Иводзиму. 

## История
Назван в честь битвы за Новогвинейское море. Заложен в Ванкувере, штат Вашингтон в 1944 году, позже передан ВМС США. Был вооружён одной пушкой Марк 12 и зенитной артиллерией. Обладал авиагруппой в 27 самолётов. Первоначально охранял конвои, проводил учения в Сан-Диего. 2 ноября вышел в море, 27 декабря 1944 года принял участие во вторжении на остров Лусон.  

## Гибель
Вечером 21 февраля 1945 был атакован японскими самолётами-камикадзе. Затонул в результате переворачивания, в результате чего погибло 318 человек. 